# Comté de Burleigh
Le comté de Burleigh est un comté du Dakota du Nord, aux États-Unis. Le comté a été nommé en l’honneur de Walter A. Burleigh, figure politique du Territoire du Dakota.

## Townships
- Clear Lake Township,

## Démographie
| 1880  | 1890  | 1900  | 1910   | 1920   | 1930   |
| ----- | ----- | ----- | ------ | ------ | ------ |
| 3 246 | 4 247 | 6 081 | 13 087 | 15 578 | 19 769 |

| 1940   | 1950   | 1960   | 1970   | 1980   | 1990   |
| ------ | ------ | ------ | ------ | ------ | ------ |
| 22 736 | 25 673 | 34 016 | 40 714 | 54 811 | 60 131 |

| 2000   | 2010   | - | - | - | - |
| ------ | ------ | - | - | - | - |
| 69 416 | 81 308 | - | - | - | - |